# Морський коник звичайний
Морський коник звичайний (Hippocampus hippocampus) — вид риб з родини Іглицевих (Syngnathidae). Морська немігруюча демерсальна риба, сягає довжини 15 см.

## Ареал
Поширений у східній Атлантиці від Британських островів і Ваденського моря на південь до Гвінейської затоки, Азорських і Канарських островів, вздовж африканських берегів до Гвінеї. Також відзначений у Середземному морі.
Дуже численний у прибережних водах Італії, біля Канар. Колонії цього виду відзначені в річці Темзі біля Лондону і Саутенд-он-Сі.

## Біологія та екологія
Живуть переважно на мулястих мілинах лиманів або у заростях морських рослин.